# Antonella Marrone
Antonella Marrone (Mazara del Vallo, 5 ottobre 1992) è una calciatrice italiana, difensore del Tharros.

## Palmarès

### Club
- Campionato italiano di Serie B: 3

Pink Sport Time: 2016-2017
Acese: 2014-2015
Enodoro Marsala: 2009-2010 (terzo livello)